# 송절중학교
송절중학교(松節中學校)는 대한민국 충청북도 청주시 흥덕구 송절동에 있는 공립 중학교이다.

## 학교 연혁
- 2003년 11월 1일 : 송절중학교 설립인가(24학급)
- 2007년 3월 1일 : 송절중학교 개교
- 2007년 3월 1일 : 초대 신선인 교장 부임
- 2007년 3월 3일 : 제1회 입학식(278명)
- 2007년 9월 17일 : 송절중학교 개교기념식
- 2010년 2월 10일 : 제1회 졸업생(279명)
- 2021년 9월 1일 : 제8대 박정윤 교장 부임
- 2024년 1월 8일 : 제15회 졸업식(199명, 졸업생 누계 3,069명)
- 2024년 3월 4일 : 제18회 입학식(196명)

## 참고 자료
- 송절중학교 - 한국교육학술정보원 학교알리미